# Sūrkūh
Sūrkūh är en ort i Iran.   Den ligger i provinsen Gilan, i den norra delen av landet, 190 km nordväst om huvudstaden Teheran. Antalet invånare är 799.
Terrängen runt Sūrkūh är platt åt nordost, men åt sydväst är den kuperad. Runt Sūrkūh är det ganska tätbefolkat, med 134 invånare per kvadratkilometer. Närmaste större samhälle är Lāhījān, 19,8 km nordväst om Sūrkūh. Trakten runt Sūrkūh består till största delen av jordbruksmark.